# Philip Türpitz
Philip Türpitz (Laupheim, 23 agosto 1991) è un calciatore tedesco, centrocampista dell'Altglienicke.

## Palmarès

### Club

#### Competizioni nazionali
- Fußball-Regionalliga: 1

Kickers Stoccarda: 2011-2012 (girone sud)
- 3. Liga: 1

Magdeburgo: 2017-2018